# Rio Pó
O rio Pó [pɔ] (em latim: Padus) percorre uma extensão de 652 km de oeste para leste, ao longo do norte da Itália (Piemonte, Lombardia e Vêneto), até desaguar no mar Adriático, cerca de 50 km a sul de Veneza.
É o maior rio italiano, passando por cidades importantes, incluindo Turim, e ainda nas proximidades de Milão – o rio está ligado com esta última cidade através de uma rede de canais chamados navigli. Perto do fim do seu curso, o rio dá lugar a um grande delta, com centenas de pequenos canais e cinco cursos fluviais principais, chamados Po di Maestra, Po della Pila, Po delle Tolle, Po di Gnocca e Po di Goro; em italiano, o vale atravessado por este rio é chamado de Pianura Padana, de Padus, nome latim do rio. Esta planície é tão bem irrigada pelas águas do rio Pó e seus afluentes que se tornou a principal área agrícola e, em seguida, industrial do estado. A sua importância é tal que está sujeito ao controlo de uma agência suprarregional denominada Agenzia Interregionale per il fiume Po (AIPO).

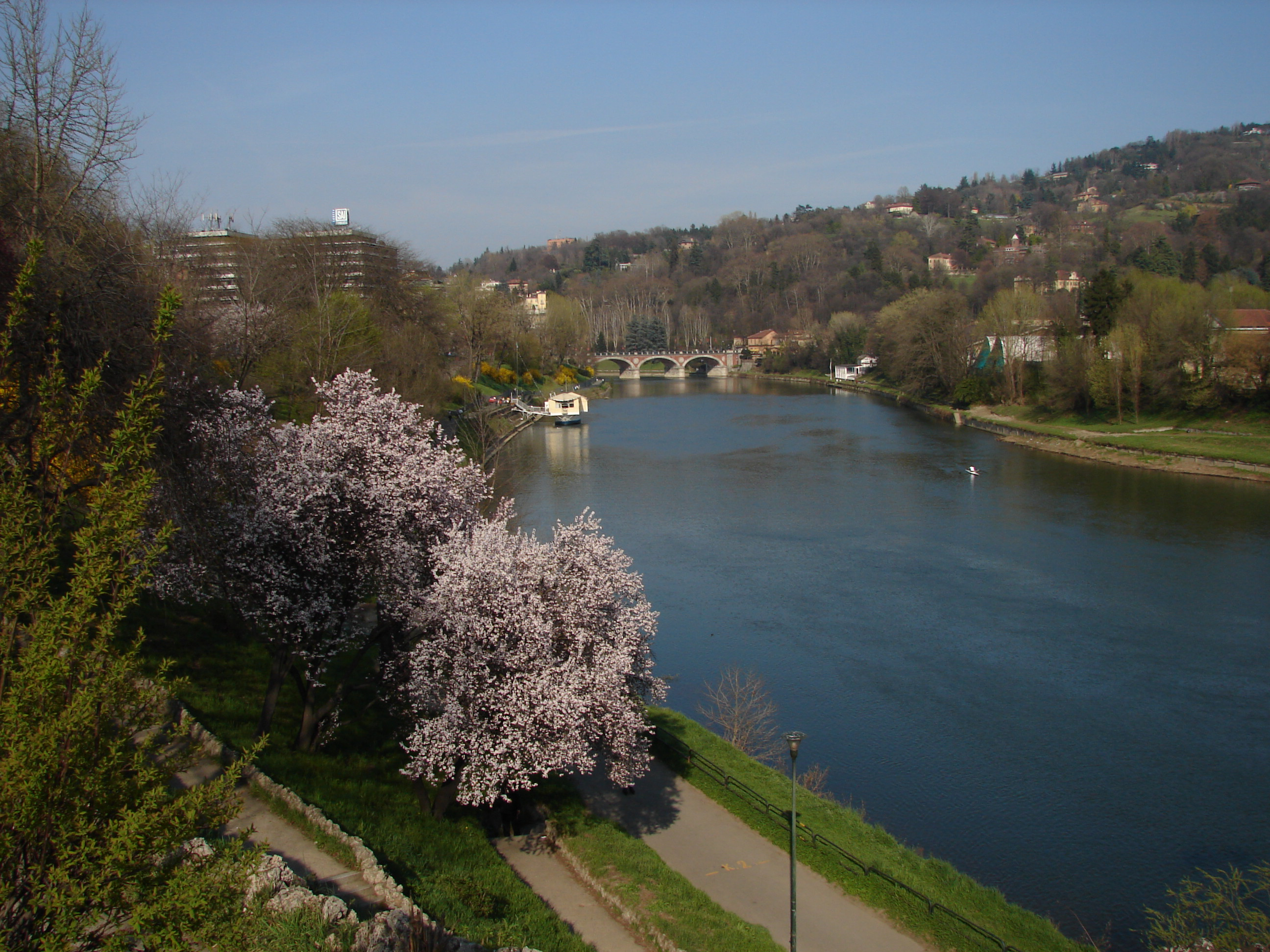
Rio Pó na região de Turim.